# Клинтон, Джон, 5-й барон Клинтон
Джон Клинтон (англ. John Clinton; 1410 — 24 сентября 1464) — английский аристократ, 5-й барон Клинтон с 1431 года. Участвовал в Столетней войне и в Войнах Алой и Белой розы (на стороне Йорков).

## Биография
Джон Клинтон был единственным сыном Уильяма Клинтона, 4-го барона Клинтона, и родился в 1410 году во втором браке барона с Элис де Ботро. После смерти отца в 1431 году он унаследовал титул и семейные владения, расположенные главным образом в Уорикшире. Благодаря родству по женской линии Джон мог претендовать на наследство Сэев, но в 1448 году он отказался от своих прав в пользу Джеймса Файнса (впоследствии 1-го барона Сэя и Сила).
В 1439—1441 годах барон служил на континенте под началом Ричарда Йоркского. В 1441 году, будучи комендантом Понтуаза, он был вынужден сдать эту крепость французам и провёл в плену шесть лет, пока его не выкупили за 6 тысяч марок. В Войнах Алой и Белой розы Клинтон встал на сторону Йорков. Он сражался в при Сент-Олбансе (1455), на Ладфордском мосту (1459), при Нортгемптоне (1460), при Таутоне (1461). Ланкастерский парламент в 1459 году объявил барона изменником, конфисковал его владения и титул, но в 1461 году, после восшествия на престол Эдуарда IV Клинтон был полностью восстановлен в правах. В 1463 году он участвовал в походе короля на север, в осаде замков Бамбург, Дунстанбург и Алник.
Барон был женат дважды. Его первой женой стала в 1431 году Джоан Феррерс, дочь Эдмунда Феррерса, 6-го барона Феррерса из Чартли, и Хелен де ла Рош. Она родила сына Джона (примерно 1429—1488), 6-го барона Клинтона. После смерти супруги Клинтон женился во второй раз — на Маргарет Сент-Леджер, дочери сэра Джона Сент-Леджера и Маргарет Донет.